# Gerhard Thiele (Astronaut)
Gerhard Paul Julius Thiele (* 2. September 1953 in Heidenheim an der Brenz) ist ein deutscher Astronaut.

## Schule und akademische Ausbildung
Nach Schulbesuchen in Aalen und Lahr ging Thiele ab 1967 auf das Friedrich-Schiller-Gymnasium in Ludwigsburg, wo er besonders gute Leistungen in den Fächern Mathematik, Physik und Chemie zeigte. Aber auch sportlich gehörte er zu den Herausragenden am Gymnasium und war Sportreferent für Handball.
Im Anschluss an die erfolgreiche Abiturprüfung 1972 meldete sich Thiele als Zeitsoldat. Vier Jahre lang versah er seinen Dienst bei der Bundesmarine, fuhr auf dem Segelschulschiff Gorch Fock und war ab 1974 Waffenoffizier auf einem Schnellboot in der Flensburger Förde. Seit 1983 ist er ein anerkannter Kriegsdienstverweigerer.
Nach seiner Dienstzeit in der Bundesmarine nahm Thiele 1976 ein Physikstudium auf. Zunächst studierte er an der Ludwig-Maximilians-Universität (LMU) in München und legte nach zwei Jahren sein Vordiplom ab. Thiele schrieb sich dann an der Ruprecht-Karls-Universität ein, seine Diplomarbeit schloss er am Max-Planck-Institut für Astronomie ab, wo er ein astronomisches Infrarot-Photometer entwickelte. Danach ließ er sein Studium für zwei Semester ruhen und reiste 1981 durch Panama, Kolumbien und Ecuador. Zurück in Deutschland bestand er im Januar 1982 die Hauptprüfung zum Diplomphysiker. Anschließend wandte er sein Interesse der Umweltphysik zu, er wurde wissenschaftlicher Mitarbeiter am Institut für Umweltphysik der Universität Heidelberg. Dort befasste er sich experimentell wie theoretisch mit der großräumigen Zirkulation des Ozeans auf einer Zeitskala von mehreren Dekaden. Über dieses Thema schrieb er auch seine Doktorarbeit, für die er im Juli 1985 seine Promotion erhielt.
Ab Januar 1986 arbeitete Thiele als Gastwissenschaftler an der Princeton University in New Jersey, wo er am Program in Atmospheric and Ocean Sciences im Bereich Klimaforschung tätig war.

## Raumfahrertätigkeit
Im August 1986 hatte die damalige Deutsche Forschungs- und Versuchsanstalt für Luft- und Raumfahrt (DFVLR) – Vorgängerin des Deutschen Zentrums für Luft- und Raumfahrt – im Auftrag des Bundesforschungsministeriums in allen großen Tageszeitungen nach Wissenschaftsastronauten für den zweiten deutschen Spacelab-Flug (D-2) gesucht. Gefordert wurde ein abgeschlossenes Hochschulstudium in Physik, Chemie, Biologie, Medizin oder Ingenieurwissenschaften sowie eine mehrjährige Forschungstätigkeit. Darüber hinaus war ein Doktorgrad in den genannten Bereichen von Vorteil. Ein guter psychischer und physischer Allgemeinzustand sowie ausgezeichnete Englischkenntnisse verbunden mit einer Altershöchstgrenze von 35 Jahren wurden vorausgesetzt.
Der damalige Forschungsminister Heinz Riesenhuber stellte die fünf Finalisten, die aus 1799 Bewerbungen hervorgegangen waren, im August 1987 der Öffentlichkeit vor. Neben Thiele verstärkten die Lehrerin und Meteorologin Renate Brümmer, die Ärztin Heike Walpot sowie die Physiker Ulrich Walter und Hans Schlegel das deutsche Astronautenkorps.
Die fünf Raumfluganwärter begannen im März 1988 am Sitz der DFVLR in Köln mit dem eigentlichen Astronautentraining (erste Schnupperkurse gab es bereits vorher, so unternahm die Gruppe Ende 1987 in den USA ihre ersten Parabelflüge). 1990 kamen mit Ausnahme von Walpot alle als Nutzlastspezialisten für den zweiten deutschen Spacelab-Flug (D-2) in die engere Wahl. Seitdem trainierten die vier Deutschen abwechselnd in Köln sowie in Huntsville am Marshall-Raumflugzentrum und dem Johnson Space Center in Houston. Ein Jahr vor dem Flug fiel die endgültige Wahl auf Walter und Schlegel.
Während Schlegel und Walter im Frühjahr 1993 an Bord der Raumfähre Columbia die Spacelab-Mission D-2 durchführten, waren Thiele, Brümmer und Walpot im DLR-Zentrum in Oberpfaffenhofen (Bayern) für den Funkverkehr mit den zwei Wissenschaftlern zuständig.
Bevor Thiele ab Herbst 1995 für ein Jahr das Trainingszentrum des deutschen Astronautenkorps in Köln leitete, gehörte er der Strategiegruppe des DLR-Programmdirektors Raumfahrt an. Anschließend sandten ihn die DARA und das DLR nach Houston zum Johnson Space Center. Zusammen mit der 17. Astronautengruppe der NASA absolvierte er die zweijährige Ausbildung zum Missionsspezialisten.
Thiele, der dem europäischen Astronautenkorps der ESA seit dessen Gründung 1998 angehörte, wurde kurz nachdem er das Zertifikat als Missionsspezialist ausgehändigt bekam, in die Mannschaft des Space-Shuttle-Fluges STS-99 berufen.

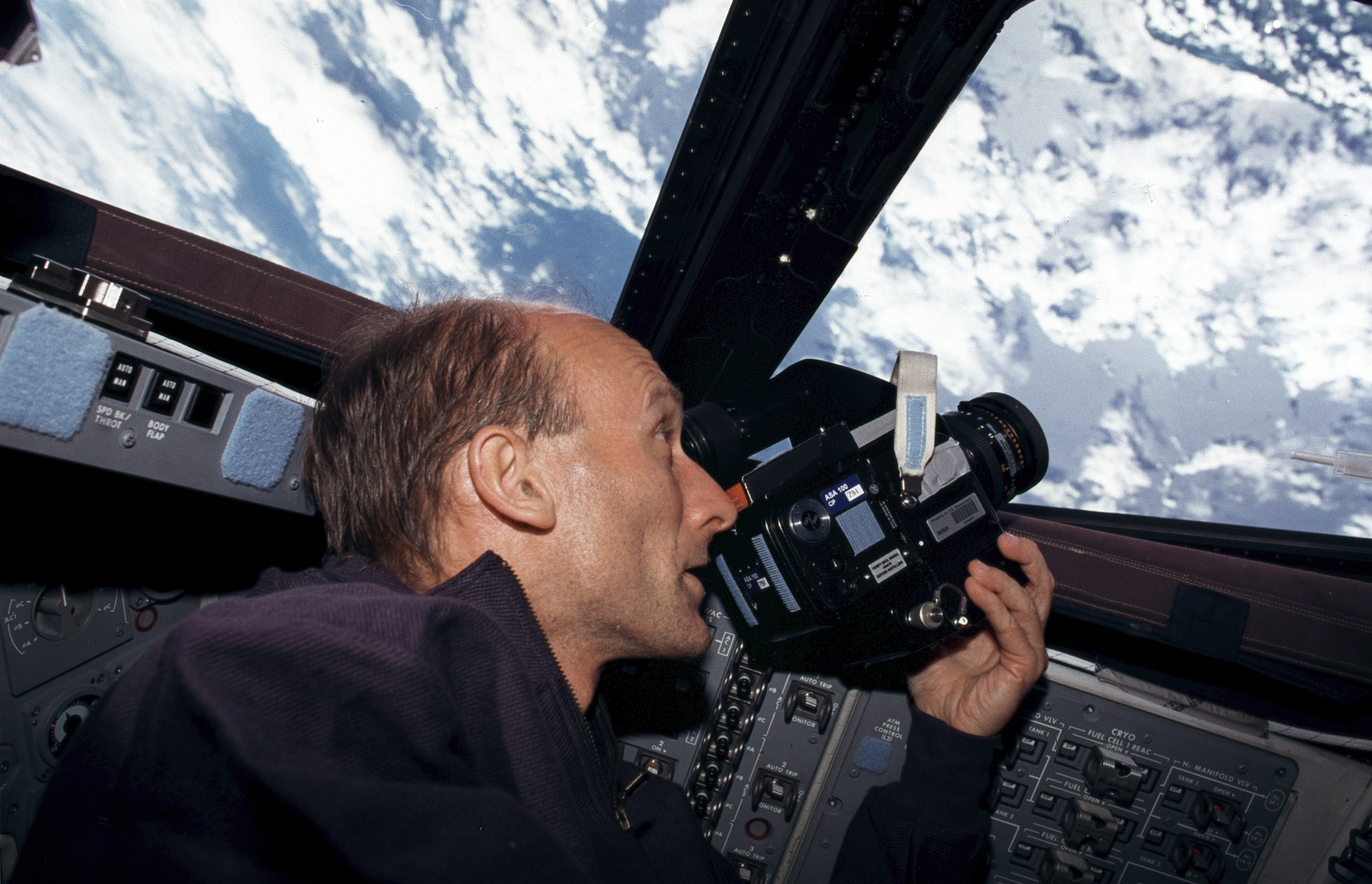
Thiele fotografiert die Erde

STS-99, die sogenannte Shuttle Radar Topography Mission, kartografierte im Februar 2000 achtzig Prozent der Landmasse der Erde. Zwei Radarsysteme (eines in der Nutzlastbucht des Shuttles, das andere an einem sechzig Meter langen Mast montiert) tasteten die Erdoberfläche ab. Das Resultat war ein digitales dreidimensionales Modell der Erde von bisher nicht gekannter Genauigkeit. Um ein Arbeiten rund um die Uhr zu ermöglichen, war die sechsköpfige Besatzung in zwei Teams aufgeteilt, die im 12-Stunden-Betrieb arbeiteten. Thiele bildete mit Kommandant Kevin Richard Kregel und Missionsspezialistin Janet Lynn Kavandi das „rote“ Team. Zur Crew der Raumfähre Endeavour gehörten ferner der Pilot Dominic Gorie und die Missionsspezialisten Janice „JV“ Voss und Mamoru Mohri, die die „blaue“ Schicht bildeten.
Thiele blieb nach dem Flug in den USA und arbeitete als CapCom für die NASA. Er war der erste ESA-Raumfahrer, dem diese Aufgabe übertragen wurde. Im August 2001 kehrte er nach Deutschland zurück und übernahm am Astronautenzentrum (EAC) der ESA in Köln den Bereich „Astronaut Operations“ in der ESA-Astronautenabteilung.
Nachdem Thiele im Januar 2003 als Ersatzmann für seinen niederländischen Kollegen André Kuipers für einen Besuch auf der Internationalen Raumstation (ISS) aufgestellt wurde, reiste er im Mai nach Moskau zum Juri-Gagarin-Kosmonautentrainingszentrum. Als Kuipers im April 2004 für zehn Tage zur ISS flog, betreute Thiele die Mission vom Boden aus. Anschließend kehrte Thiele zum EAC zurück und übernahm 2005 die Leitung der Astronautenabteilung der ESA am European Astronaut Centre (EAC) in Köln. Er war unter anderem verantwortlich für die Durchführung der letzten Astronautenauswahl der ESA im Jahre 2008/2009.
Von 2010 bis 2013 war Thiele als Resident Fellow am European Space Policy Institute (ESPI) in Wien ansässig, wo er für die Arbeitsgebiete „Europäische Autonomie im Weltraum“ und „Exploration“ zuständig war. Im Jahr 2013 ist Gerhard Thiele zur ESA zurückgekehrt und leitet seit Juli das Strategic Planning and Outreach Office (HSO-K) im Direktorat bemannte Raumfahrt und Flugbetrieb. Weiterhin ist Thiele als Berater für den Direktor für bemannte Raumfahrt Thomas Reiter tätig. und seit 2016 hat Thiele einen Lehrauftrag an der Rheinisch-Westfälischen Technischen Hochschule in Aachen.

## Sonstiges

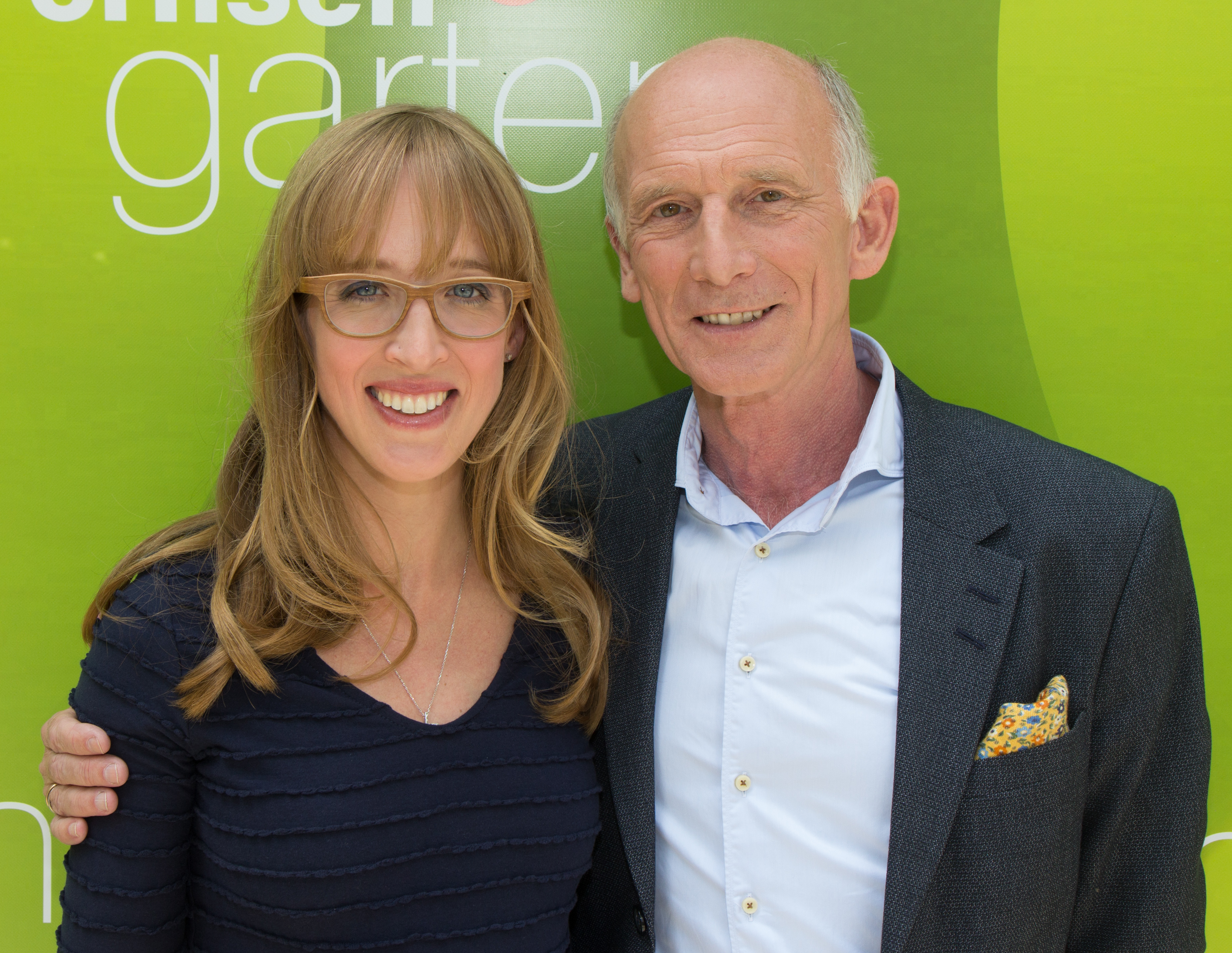
Gerhard Thiele mit Tochter Insa Thiele-Eich (2018)

Thiele ist Träger des Bundesverdienstkreuzes Erster Klasse und der Verdienstmedaille des Landes Baden-Württemberg.
Er ist verheiratet und hat vier Kinder. Seine Tochter Insa Thiele-Eich war eine der zwei Siegerinnen im Auswahlverfahren zu "Die Astronautin" und somit eine der Finalistinnen für den Flug zur ISS, der für das Jahr 2020 geplant war.
Thiele war außerdem Berater des mittlerweile gescheiterten Projekts „Public Telescope“, das die Realisierung eines Weltraumteleskops (ultravioletter und sichtbarer Spektralbereich) für Jedermann plante.
Am 12. April 2021 wurde ihm aus Anlass des Tages der Raumfahrt eine Verkündigungssendung auf WDR 5 gewidmet.